# Lifan Motors Uruguay
Lifan Motors Uruguay ist ein Automobilhersteller aus Uruguay. Das Unternehmen ist eine Tochtergesellschaft der Lifan Industry aus China.

## Geschichte
Im Jahr 2012 erwarb Lifan das von Effa Motors in San José geführte Montagewerk. Bereits seit 2010 waren dort von Effa Motors Lifan-Fahrzeuge montiert worden.
Im April 2014 wurde eine eigene Motorenfertigung gestartet.
Ende 2015 wurde die Produktion des Werks aufgrund der schlechten Wirtschaftslage auf dem Exportmarkt Brasilien eingestellt. Bis zu diesem Zeitpunkt waren bei Lifan in Uruguay 340 Arbeitnehmer beschäftigt. Bereits zuvor war die Motorenproduktion eingestellt worden. Als weitere Probleme wurden (teilweise bereits zuvor) der schlechte Wechselkurs zum brasilianischen Real, die Fehlzeiten der Arbeitnehmer sowie das Verhalten der örtlichen Gewerkschaftsvertretung benannt.
Im Mai 2017 wurde das Werk wieder eröffnet. Im Herbst 2017 bestand die Belegschaft des Werks aus 137 Beschäftigten, die pro Jahr 2100 Fahrzeuge montierten. Mitte 2018 wurde das Werk wieder vorübergehend geschlossen. Die Wiederaufnahme des Betriebs steht noch aus.
Der Vertrieb der Fahrzeuge in Uruguay erfolgt durch die Grupo Aler.

## Modelle
Zu den montierten Modelle gehörten zunächst die Modelle 320 und 620. Ab 2015 kamen der X60 und Lifan Foison (ein kleines Nutzfahrzeug) hinzu.